# Liste des planètes mineures non numérotées découvertes en février 2024
Pour un article plus général, voir Liste des planètes mineures non numérotées découvertes en 2024.
Pour un article plus général, voir Liste des planètes mineures.
Cet article dresse la liste des planètes mineures (astéroïdes, centaures, objets transneptuniens et assimilés) non numérotées découvertes en février 2024 dans l'ordre de leur découverte.
Au 15 janvier 2025, 661 077 des 1 434 993 planètes mineures répertoriées par le Centre des planètes mineures ne sont pas encore numérotées, soit 46,07 %.

## Rappel concernant la désignation provisoire
La désignation provisoire indique l'ordre de découverte de ces objets. En effet, cette désignation est composée de l'année de découverte (par exemple 2024) suivie de la quinzaine (demi-mois) de découverte (p.e. A = 1-15 janvier) puis de l'ordre de découverte dans cette quinzaine. Cet ordre est indiqué par une lettre et éventuellement un chiffre comme suit : A pour la première découverte, B pour la deuxième, ..., Z pour la 25e (le I n'est pas utilisé pour éviter la confusion avec 1), A1 pour la 26e, B1 pour la 27e, etc. , Z1 pour la 50e, A2 pour la 51e, B2 pour la 52e, etc. L'ordre de la numérotation ne suit donc pas l'ordre alphanumérique. 2024 AA1 suit ainsi 2024 AZ et précède 2024 AB1.

## Liste

### Du1erau 15 février 2024
- 2024 CA
- 2024 CB
- 2024 CC
- 2024 CD
- 2024 CE
- 2024 CF
- 2024 CG
- 2024 CH
- 2024 CJ
- 2024 CK
- 2024 CL
- 2024 CM
- 2024 CN
- 2024 CP
- 2024 CQ
- 2024 CR
- 2024 CS
- 2024 CT
- 2024 CU
- 2024 CV
- 2024 CW
- 2024 CX
- 2024 CY
- 2024 CZ
- 2024 CA1
- 2024 CB1
- 2024 CC1
- 2024 CD1
- 2024 CE1
- 2024 CF1
- 2024 CG1
- 2024 CH1
- 2024 CJ1
- 2024 CK1
- 2024 CL1
- 2024 CM1
- 2024 CN1
- 2024 CO1
- 2024 CP1
- 2024 CQ1
- 2024 CR1
- 2024 CS1
- 2024 CT1
- 2024 CU1
- 2024 CV1
- 2024 CW1
- 2024 CX1
- 2024 CY1
- 2024 CZ1
- 2024 CA2
- 2024 CB2
- 2024 CC2
- 2024 CD2
- 2024 CE2
- 2024 CF2
- 2024 CG2
- 2024 CH2
- 2024 CJ2
- 2024 CK2
- 2024 CL2
- 2024 CM2
- 2024 CN2
- 2024 CO2
- 2024 CP2
- 2024 CQ2
- 2024 CR2
- 2024 CS2
- 2024 CT2
- 2024 CU2
- 2024 CV2
- 2024 CX2
- 2024 CY2
- 2024 CZ2
- 2024 CA3
- 2024 CB3
- 2024 CC3
- 2024 CD3
- 2024 CE3
- 2024 CF3
- 2024 CG3
- 2024 CH3
- 2024 CJ3
- 2024 CK3
- 2024 CL3
- 2024 CM3
- 2024 CN3
- 2024 CO3
- 2024 CP3
- 2024 CQ3
- 2024 CR3
- 2024 CS3
- 2024 CT3
- 2024 CW3
- 2024 CX3
- 2024 CY3
- 2024 CZ3
- 2024 CA4
- 2024 CB4
- 2024 CC4
- 2024 CD4
- 2024 CE4
- 2024 CF4
- 2024 CG4
- 2024 CH4
- 2024 CJ4
- 2024 CK4
- 2024 CL4
- 2024 CM4
- 2024 CN4
- 2024 CO4
- 2024 CP4
- 2024 CQ4
- 2024 CR4
- 2024 CS4
- 2024 CT4
- 2024 CU4
- 2024 CV4
- 2024 CW4
- 2024 CY4
- 2024 CZ4
- 2024 CA5
- 2024 CB5
- 2024 CC5
- 2024 CD5
- 2024 CE5
- 2024 CG5
- 2024 CH5
- 2024 CJ5
- 2024 CK5
- 2024 CL5
- 2024 CM5
- 2024 CN5
- 2024 CO5
- 2024 CP5
- 2024 CQ5
- 2024 CR5
- 2024 CS5
- 2024 CT5
- 2024 CU5
- 2024 CV5
- 2024 CW5
- 2024 CX5
- 2024 CY5
- 2024 CZ5
- 2024 CA6
- 2024 CB6
- 2024 CC6
- 2024 CD6
- 2024 CE6
- 2024 CF6
- 2024 CG6
- 2024 CH6
- 2024 CJ6
- 2024 CK6
- 2024 CL6
- 2024 CM6
- 2024 CN6
- 2024 CO6
- 2024 CP6
- 2024 CQ6
- 2024 CR6
- 2024 CS6
- 2024 CT6
- 2024 CU6
- 2024 CV6
- 2024 CW6
- 2024 CX6
- 2024 CY6
- 2024 CZ6
- 2024 CA7
- 2024 CB7
- 2024 CC7
- 2024 CD7
- 2024 CE7
- 2024 CF7
- 2024 CG7
- 2024 CH7
- 2024 CJ7
- 2024 CK7
- 2024 CL7
- 2024 CN7
- 2024 CO7
- 2024 CP7
- 2024 CQ7
- 2024 CR7
- 2024 CS7
- 2024 CT7
- 2024 CU7
- 2024 CV7
- 2024 CW7
- 2024 CX7
- 2024 CY7
- 2024 CZ7
- 2024 CA8
- 2024 CB8
- 2024 CC8
- 2024 CD8
- 2024 CE8
- 2024 CF8
- 2024 CG8
- 2024 CJ8
- 2024 CK8
- 2024 CL8
- 2024 CM8
- 2024 CN8
- 2024 CO8
- 2024 CP8
- 2024 CQ8
- 2024 CR8
- 2024 CS8
- 2024 CT8
- 2024 CU8
- 2024 CV8
- 2024 CW8
- 2024 CY8
- 2024 CZ8
- 2024 CA9
- 2024 CB9
- 2024 CC9
- 2024 CD9
- 2024 CE9
- 2024 CF9
- 2024 CG9
- 2024 CH9
- 2024 CJ9
- 2024 CK9
- 2024 CL9
- 2024 CM9
- 2024 CN9
- 2024 CO9
- 2024 CP9
- 2024 CQ9
- 2024 CS9
- 2024 CT9
- 2024 CU9
- 2024 CV9
- 2024 CW9
- 2024 CX9
- 2024 CY9
- 2024 CZ9
- 2024 CA10
- 2024 CB10
- 2024 CD10
- 2024 CE10
- 2024 CF10
- 2024 CG10
- 2024 CH10
- 2024 CJ10
- 2024 CK10
- 2024 CL10
- 2024 CM10
- 2024 CN10
- 2024 CO10
- 2024 CP10
- 2024 CQ10
- 2024 CR10
- 2024 CS10
- 2024 CU10
- 2024 CV10
- 2024 CW10
- 2024 CX10
- 2024 CY10
- 2024 CZ10
- 2024 CA11
- 2024 CB11
- 2024 CC11
- 2024 CD11
- 2024 CE11
- 2024 CF11
- 2024 CG11
- 2024 CH11
- 2024 CJ11
- 2024 CK11
- 2024 CL11
- 2024 CM11
- 2024 CN11
- 2024 CQ11
- 2024 CS11
- 2024 CT11
- 2024 CU11
- 2024 CV11
- 2024 CW11
- 2024 CX11
- 2024 CY11
- 2024 CZ11
- 2024 CA12
- 2024 CB12
- 2024 CC12
- 2024 CD12
- 2024 CE12
- 2024 CF12
- 2024 CG12
- 2024 CH12
- 2024 CJ12
- 2024 CK12
- 2024 CL12
- 2024 CN12
- 2024 CO12
- 2024 CP12
- 2024 CQ12
- 2024 CR12
- 2024 CS12
- 2024 CU12
- 2024 CV12
- 2024 CW12
- 2024 CX12
- 2024 CY12
- 2024 CZ12
- 2024 CA13
- 2024 CB13
- 2024 CC13
- 2024 CD13
- 2024 CE13
- 2024 CF13
- 2024 CG13
- 2024 CH13
- 2024 CJ13
- 2024 CK13
- 2024 CL13
- 2024 CM13
- 2024 CN13
- 2024 CO13
- 2024 CP13
- 2024 CQ13
- 2024 CR13
- 2024 CS13
- 2024 CT13
- 2024 CU13
- 2024 CV13
- 2024 CW13
- 2024 CX13
- 2024 CY13
- 2024 CZ13
- 2024 CA14
- 2024 CB14
- 2024 CC14
- 2024 CD14
- 2024 CE14
- 2024 CF14
- 2024 CG14
- 2024 CH14
- 2024 CJ14
- 2024 CK14
- 2024 CL14
- 2024 CM14
- 2024 CN14
- 2024 CO14
- 2024 CP14
- 2024 CQ14
- 2024 CR14
- 2024 CS14
- 2024 CT14
- 2024 CU14
- 2024 CV14
- 2024 CW14
- 2024 CX14
- 2024 CY14
- 2024 CZ14
- 2024 CA15
- 2024 CB15
- 2024 CC15
- 2024 CD15
- 2024 CE15
- 2024 CF15
- 2024 CG15
- 2024 CH15
- 2024 CJ15
- 2024 CK15
- 2024 CL15
- 2024 CM15
- 2024 CN15
- 2024 CO15
- 2024 CP15
- 2024 CQ15
- 2024 CR15
- 2024 CS15
- 2024 CT15
- 2024 CW15
- 2024 CX15
- 2024 CY15
- 2024 CZ15
- 2024 CA16
- 2024 CB16
- 2024 CD16
- 2024 CE16
- 2024 CF16
- 2024 CG16
- 2024 CH16
- 2024 CJ16
- 2024 CK16
- 2024 CL16
- 2024 CM16
- 2024 CN16
- 2024 CO16
- 2024 CP16
- 2024 CQ16
- 2024 CR16
- 2024 CS16
- 2024 CU16
- 2024 CV16
- 2024 CW16
- 2024 CX16
- 2024 CY16
- 2024 CZ16
- 2024 CA17
- 2024 CB17
- 2024 CC17
- 2024 CD17
- 2024 CE17
- 2024 CF17
- 2024 CG17
- 2024 CH17
- 2024 CK17
- 2024 CL17
- 2024 CM17
- 2024 CN17
- 2024 CO17
- 2024 CP17
- 2024 CQ17
- 2024 CR17
- 2024 CS17
- 2024 CT17
- 2024 CU17
- 2024 CV17
- 2024 CW17
- 2024 CX17
- 2024 CY17
- 2024 CZ17
- 2024 CA18
- 2024 CB18
- 2024 CC18
- 2024 CD18
- 2024 CE18
- 2024 CF18
- 2024 CG18
- 2024 CH18
- 2024 CJ18
- 2024 CK18
- 2024 CL18
- 2024 CM18
- 2024 CN18
- 2024 CO18
- 2024 CP18
- 2024 CQ18
- 2024 CR18
- 2024 CS18
- 2024 CT18
- 2024 CU18
- 2024 CV18
- 2024 CW18
- 2024 CX18
- 2024 CY18
- 2024 CZ18
- 2024 CA19
- 2024 CB19
- 2024 CC19
- 2024 CD19
- 2024 CG19
- 2024 CH19
- 2024 CJ19
- 2024 CK19
- 2024 CL19
- 2024 CN19
- 2024 CO19
- 2024 CP19
- 2024 CQ19
- 2024 CR19
- 2024 CS19
- 2024 CT19
- 2024 CU19
- 2024 CV19
- 2024 CW19
- 2024 CX19
- 2024 CY19
- 2024 CZ19
- 2024 CA20
- 2024 CB20
- 2024 CC20
- 2024 CD20
- 2024 CE20
- 2024 CF20
- 2024 CG20
- 2024 CH20
- 2024 CJ20
- 2024 CK20
- 2024 CL20
- 2024 CN20
- 2024 CO20
- 2024 CP20
- 2024 CQ20
- 2024 CR20
- 2024 CS20
- 2024 CT20
- 2024 CU20
- 2024 CV20
- 2024 CW20
- 2024 CX20
- 2024 CY20
- 2024 CZ20
- 2024 CA21
- 2024 CC21
- 2024 CD21
- 2024 CE21
- 2024 CF21
- 2024 CG21
- 2024 CH21
- 2024 CJ21
- 2024 CK21
- 2024 CL21
- 2024 CM21
- 2024 CN21
- 2024 CO21
- 2024 CP21
- 2024 CQ21
- 2024 CR21
- 2024 CS21
- 2024 CT21
- 2024 CU21
- 2024 CV21
- 2024 CX21
- 2024 CY21
- 2024 CZ21
- 2024 CA22
- 2024 CB22
- 2024 CC22
- 2024 CD22
- 2024 CE22
- 2024 CF22
- 2024 CG22
- 2024 CH22
- 2024 CJ22
- 2024 CK22
- 2024 CL22
- 2024 CM22
- 2024 CN22
- 2024 CO22
- 2024 CQ22
- 2024 CS22
- 2024 CT22
- 2024 CU22
- 2024 CW22
- 2024 CX22
- 2024 CY22
- 2024 CZ22
- 2024 CA23
- 2024 CB23
- 2024 CC23
- 2024 CD23
- 2024 CE23
- 2024 CF23
- 2024 CG23
- 2024 CH23
- 2024 CJ23
- 2024 CK23
- 2024 CL23
- 2024 CM23
- 2024 CN23
- 2024 CO23
- 2024 CP23
- 2024 CR23
- 2024 CS23
- 2024 CT23
- 2024 CU23
- 2024 CV23
- 2024 CY23
- 2024 CZ23
- 2024 CA24
- 2024 CB24
- 2024 CC24
- 2024 CD24
- 2024 CE24
- 2024 CF24
- 2024 CG24
- 2024 CH24
- 2024 CJ24
- 2024 CK24
- 2024 CL24
- 2024 CM24
- 2024 CN24
- 2024 CO24
- 2024 CP24
- 2024 CQ24
- 2024 CR24
- 2024 CS24
- 2024 CT24
- 2024 CU24
- 2024 CV24
- 2024 CW24
- 2024 CX24
- 2024 CY24
- 2024 CZ24
- 2024 CA25
- 2024 CB25
- 2024 CC25
- 2024 CD25
- 2024 CE25
- 2024 CF25
- 2024 CG25
- 2024 CH25
- 2024 CJ25
- 2024 CK25
- 2024 CL25
- 2024 CM25
- 2024 CN25
- 2024 CO25
- 2024 CP25
- 2024 CQ25
- 2024 CR25
- 2024 CS25
- 2024 CT25
- 2024 CU25
- 2024 CV25
- 2024 CW25
- 2024 CX25
- 2024 CY25
- 2024 CZ25
- 2024 CA26
- 2024 CB26
- 2024 CC26
- 2024 CD26
- 2024 CE26
- 2024 CF26
- 2024 CG26
- 2024 CH26
- 2024 CJ26
- 2024 CK26
- 2024 CL26
- 2024 CM26
- 2024 CN26
- 2024 CP26
- 2024 CQ26
- 2024 CR26
- 2024 CS26
- 2024 CT26
- 2024 CU26
- 2024 CV26
- 2024 CW26
- 2024 CX26
- 2024 CY26
- 2024 CZ26
- 2024 CA27
- 2024 CB27
- 2024 CC27
- 2024 CD27
- 2024 CE27
- 2024 CF27
- 2024 CG27
- 2024 CH27
- 2024 CJ27
- 2024 CL27
- 2024 CM27
- 2024 CN27
- 2024 CO27
- 2024 CP27
- 2024 CQ27
- 2024 CR27
- 2024 CS27
- 2024 CT27
- 2024 CU27
- 2024 CV27
- 2024 CW27
- 2024 CX27
- 2024 CY27
- 2024 CZ27
- 2024 CA28
- 2024 CB28
- 2024 CC28
- 2024 CD28
- 2024 CE28
- 2024 CF28
- 2024 CG28
- 2024 CH28
- 2024 CJ28
- 2024 CK28
- 2024 CL28
- 2024 CM28
- 2024 CN28
- 2024 CO28
- 2024 CP28
- 2024 CQ28
- 2024 CR28
- 2024 CS28
- 2024 CT28
- 2024 CU28
- 2024 CV28
- 2024 CW28
- 2024 CX28
- 2024 CY28
- 2024 CZ28
- 2024 CA29
- 2024 CB29
- 2024 CC29
- 2024 CD29
- 2024 CE29
- 2024 CF29
- 2024 CG29
- 2024 CH29
- 2024 CJ29
- 2024 CK29
- 2024 CL29
- 2024 CM29
- 2024 CN29
- 2024 CO29

### Du 16 au 29 février 2024
- 2024 DA
- 2024 DB
- 2024 DC
- 2024 DD
- 2024 DE
- 2024 DF
- 2024 DG
- 2024 DH
- 2024 DJ
- 2024 DK
- 2024 DL
- 2024 DM
- 2024 DN
- 2024 DO
- 2024 DP
- 2024 DQ
- 2024 DR
- 2024 DS
- 2024 DT
- 2024 DU
- 2024 DV
- 2024 DW
- 2024 DX
- 2024 DY
- 2024 DZ
- 2024 DA1
- 2024 DB1
- 2024 DC1
- 2024 DD1
- 2024 DE1
- 2024 DF1
- 2024 DG1
- 2024 DH1
- 2024 DJ1
- 2024 DK1
- 2024 DL1
- 2024 DM1
- 2024 DN1
- 2024 DO1
- 2024 DP1
- 2024 DQ1
- 2024 DR1
- 2024 DS1
- 2024 DT1
- 2024 DU1
- 2024 DV1
- 2024 DW1
- 2024 DX1
- 2024 DY1
- 2024 DZ1
- 2024 DA2
- 2024 DB2
- 2024 DC2
- 2024 DD2
- 2024 DE2
- 2024 DF2
- 2024 DG2
- 2024 DH2
- 2024 DJ2
- 2024 DK2
- 2024 DL2
- 2024 DM2
- 2024 DN2
- 2024 DO2
- 2024 DP2
- 2024 DQ2
- 2024 DR2
- 2024 DS2
- 2024 DT2
- 2024 DU2
- 2024 DV2
- 2024 DW2
- 2024 DX2
- 2024 DY2
- 2024 DZ2
- 2024 DA3
- 2024 DB3
- 2024 DC3
- 2024 DD3
- 2024 DE3
- 2024 DF3
- 2024 DG3
- 2024 DH3
- 2024 DJ3
- 2024 DK3
- 2024 DL3
- 2024 DM3
- 2024 DN3
- 2024 DO3
- 2024 DP3
- 2024 DQ3
- 2024 DR3
- 2024 DS3
- 2024 DT3
- 2024 DU3
- 2024 DV3
- 2024 DW3
- 2024 DX3
- 2024 DY3
- 2024 DZ3
- 2024 DA4
- 2024 DB4
- 2024 DC4
- 2024 DD4
- 2024 DE4
- 2024 DF4
- 2024 DG4
- 2024 DH4
- 2024 DJ4
- 2024 DK4
- 2024 DM4
- 2024 DN4
- 2024 DP4
- 2024 DQ4
- 2024 DR4
- 2024 DS4
- 2024 DT4
- 2024 DU4
- 2024 DW4
- 2024 DX4
- 2024 DY4
- 2024 DZ4
- 2024 DA5
- 2024 DB5
- 2024 DC5
- 2024 DD5
- 2024 DE5
- 2024 DF5